# Вулиця Івана Приходька (Кременчук)
Ву́лиця Івана Прихо́дька — одна з найдовших вулиць Кременчука та Крюкова. Протяжність близько 3200 метрів.

## Розташування
Вулиця розташована в південній частині міста та північній частині Крюкова. Починається з путепровода (оскільки житлові будинки початку вулиці знаходяться під ним), який є продовженням вулиці Небесної Сотні лівобережної частини Кременчука та фактично з роздоріжжя вулиць Чумацький шлях та Літературного провулка  і прямує на південь до межі міста, де доходить до північно-західної околиці села Садки.
Проходить крізь такі вулиці (з початку вулиці до кінця):
- Вулиця Чумацький шлях (відгалуження початку вправо)
- Провулок Літературний (відгалуження початку вліво)
- Михайла Драгоманова (відгалуження продовження довшої частини вліво)
- Тополевий провулок (перетинає справа наліво)
- Івана Кожедуба провулок (перетинає справа наліво)
- Кучерова провулок(перетинає справа наліво)
- Ракітіна провулок (перетинає справа наліво)
- Павла Чубинського вулиця (перетинає справа наліво)
- Кузнечна вулиця (перетинає справа наліво)
- Провулок Олександра Олеся (відгалуження початку вправо)
- Академіка Герасимовича вулиця (відгалуження початку вправо)
- Провулок Івана Приходька (відгалуження початку вліво)
- Тупіковий проїзд (відгалуження початку вправо)
- Олександрійська вулиця (відгалуження початку вправо)
- Провулок Кленовий (відгалуження початку вправо)
- Василя Стуса вулиця (відгалуження початку вправо)
- Верхньодніпровська вулиця (відгалуження початку вліво)
- Стуса Василя вулиця (відгалуження початку вправо)
- Крушельницької Соломії вулиця (відгалуження початку вправо)
- Заводський провулок (відгалуження початку вправо)

## Опис
Вулиця розташована у правобережній частині міста, є однією з основних та найдовших вулиць Крюкова.

## Походження назви
Наприкінці 1990-х років вулиця Карла Лібкнехта за ініціативи вагонзаводу була названа на честь колишнього керівника підприємства українського інженера, Почесного громадянина міста, Івана Приходька. Всі витрати, пов'язані з перейменуванням, взяв на себе КВБЗ. Процес перейменування тривав років 5.

## Будівлі та об'єкти
Крюківський районний відділ правоохоронних органів, Крюківська районна рада, стадіон «Вагонобудівник», залізнодорожна станція "Крюків-на-Дніпрі"(№81), Палац Культури ім. І.Ф. Котлова, східна проходна "КВБЗ", північна прохідна та адмінбудівлі "КСЗ".